# عيد الاستقلال (المغرب)
عيد الاستقلال أو يوم استقلال في المملكة المغربية، يُخلّدُ عَنهُ سنويًا في 18 نوفمبر.
تمّ الاحتفال بعيد الاستقلال لأوّل مرّة سنة 1956، بعد أن أُعلن استقلال المغرب عن الحماية الفرنسيّة والحماية الإسبانيّة.

شعار جوجل في 18 نوفمبر 2014، محتفلًا بعيد الاستقلال في المغرب.